# Maxime Guillaume
Maxime Guillaume (fl. XX secolo) è stato un inventore francese.
È noto per essere stato il primo a depositare, il 3 maggio 1921, un brevetto riguardante la costruzione di un motore a getto, che fu registrato col N. 534.891 il 13 gennaio 1922.
Il suo propulsore avrebbe dovuto essere un turboreattore del tipo a flusso assiale, ma non venne mai costruito, perché le tecniche costruttive dell'epoca non erano abbastanza sviluppate per permettere la costruzione di un adeguato compressore.